# Simodera acutifolia
Simodera acutifolia är en insektsart som beskrevs av Brunner von Wattenwyl 1895. Simodera acutifolia ingår i släktet Simodera och familjen vårtbitare. Inga underarter finns listade i Catalogue of Life.